# Kim Si-seup
Kim Si-seup (1434–1493) a fost un savant și scriitor coreean.
A scris o culegere de versuri în nouă volume, intitulată Geumosinhwa (금오신화; 金鰲新話, Mituri de pe muntele Geumo) și prin care a inaugurat nuvela în literatura coreeană.
Din aceasta au rămas numai cinci nuvele.
Culegerea în 17 volume Maewoldang sijip (매월당시집; 梅月堂詩集, Poeziile lui Maewoldang) cuprinde lirica sa peisagistică și satirică.